# Anne Fleur Dekker
Anne Fleur Dekker (Blaricum, 28 april 1994) is een Nederlandse opiniemaker, activist  en publicist. Dekker schreef opiniestukken en blogs voor linksgeoriënteerde websites en bladen, waaronder Joop.nl en De Socialist, een maandelijkse uitgave van Internationale Socialisten.

## Levensloop

### Jeugd
Dekker groeide op in Bussum in een liberaal gezin. Haar oom is VVD-politicus Robin Linschoten. Ze doorliep het Gemeentelijk Gymnasium in Hilversum en besloot na het zien van de milieudocumentaire An Inconvenient Truth (2006) lid  te worden van DWARS, de jongerenorganisatie van GroenLinks.

### Activisme
Tussen mei 2016 en maart 2017 was ze fractiemedewerker van GroenLinks in de Hilversumse gemeenteraad. In oktober 2016 was Dekker te zien op de Nederlandse televisie in vier uitzendingen van het EO-programma Rot op met je milieu, waarin zij de positie van milieuactivist had. 
Op 20 januari 2017 vond op het Museumplein in Amsterdam een door Dekker georganiseerde demonstratie van enkele honderden mensen plaats tegen de die dag beëdigde Amerikaanse president Donald Trump en tegen Geert Wilders, "omdat zij beweren op te komen voor de gewone werkende man, maar dit niet doen" en immigranten van Mexicaanse afkomst,  islamitische immigranten en/of vluchtelingen als zondebok zouden gebruiken.
Toen bij de Tweede Kamerverkiezingen 2017 de partij Forum voor Democratie met twee zetels als nieuwkomer in het parlement kwam, schreef Dekker op de website Joop.nl een betoog waarin ze de voorman van Forum voor Democratie, Thierry Baudet, als "Wilders in schaapskleren" bestempelde. Ze beschuldigde hem van racistische uitspraken en, naar aanleiding van een roman die Baudet in 2014 publiceerde, het goedpraten van verkrachting. Toen een rechtsradicale website hierop een door Dekker in juli 2016 op Twitter geplaatst bericht, waarin ze opriep om stenen op Geert Wilders te gooien, verspreidde, werd ze bedreigd en moest ze onderduiken. Volgens Dekker was de tweet destijds sarcastisch bedoeld en een reactie op een andere twitteraar die had voorgesteld  om met "minstens 500 mensen, als 'ludieke actie' op het radicaal moslim geweld" stenen naar een moskee te gooien. Omdat ze naar eigen zeggen weinig steun ondervond vanuit GroenLinks, zegde ze het lidmaatschap van deze partij op.

## Trivia
In de zomer van 2018 deed Dekker mee aan de televisie-quiz De Slimste Mens. Door zeven afleveringen in het spel te blijven, plaatste ze zich voor de finaleweek. Zij eindigde in het seizoen als derde.